# Akallabêth
Akallabêth est le titre de la quatrième partie du Silmarillion, ouvrage de l'écrivain britannique J. R. R. Tolkien, publié de façon posthume. Il raconte les événements ayant mené à la submersion de l'île de Númenor. Au sein de la fiction, le nom Akallabêth (« celle qui a chu » en adûnaic ; en quenya Atalantë) est aussi un nom donné à Númenor après sa submersion.
Elendil en serait le rédacteur.

## Résumé
Après la chute de Morgoth à la fin du Premier Âge (décrite dans la Quenta Silmarillion), les Valar décidèrent de donner en récompense aux hommes qui avaient combattu Morgoth une terre nouvelle : Númenor, vierge du mal et de la tristesse de la Terre du Milieu. L'île se trouvait au milieu du Grand Océan, entre la Terre du Milieu à l'est et le continent d'Aman à l'ouest, où habitaient les Valar. Lorsqu'ils débarquèrent sur Númenor, il fut interdit aux hommes de naviguer en direction d'Aman.
Une longue période de croissance s'ensuivit pour les Númenóréens (aussi appelés Dúnedain, « hommes de l'ouest »). Leurs navires sillonnaient les mers, et ils établirent des contacts avec la Terre du Milieu, apportant secours et assistance aux hommes moindres qui y vivaient. Mais au fil du temps, ils en vinrent à envier de plus en plus l'immortalité des Elfes et des Valar. Les rois eux-mêmes succombèrent à cette avidité, leur fierté crut et ils commencèrent à établir des colonies permanentes en Terre du Milieu et à asservir les autochtones. Tar-Palantir, l'avant-dernier roi, se repentit des erreurs de ses ancêtres, mais il était trop tard.
Le dernier roi, Ar-Pharazôn, fut le plus grand et le plus orgueilleux de tous. Apprenant que Sauron, ancien serviteur de Morgoth, cherchait à dominer la Terre du Milieu, il envoya une grande armée en Terre du Milieu. Sauron comprit qu'il ne pourrait vaincre Númenor par les armes, et il se soumit à Ar-Phazarôn. Celui-ci n'était pas convaincu, et il emmena Sauron comme otage à Númenor, justement ce qu'il escomptait. Là, par sa ruse et son habileté, il ne tarda pas à devenir le conseiller le plus écouté du roi, qu'il convertit au culte de la Nuit et Morgoth, lui faisant abattre Nimloth, l'Arbre blanc. Númenor acquit une puissance inégalée grâce aux conseils de Sauron, même si la durée de vie et la joie des personnes de son peuple avaient diminués.
Ar-Pharazôn vieillissant, Sauron put le convaincre d'attaquer Aman et les Valar pour leur arracher l'immortalité. Seule une petite minorité, les Fidèles, s'opposait encore au roi, et en secret. Leur chef, Amandil, seigneur d'Andúnië, une ville de la côte ouest de l'île, résolut d'aller prévenir les Valar et d'implorer leur clémence. Il remit ses pouvoirs à son fils Elendil et fit voile vers l'ouest, et nul ne le revit jamais. Pendant ce temps, le climat autrefois clément de l'île devenait de plus en plus violent, orages, tempêtes de pluie et de grêle frappèrent le pays, mais cela n'affaiblit en rien la résolution du roi. Il fit bâtir une flotte immense et se lança à l'attaque du Valinor.
Au moment où Ar-Pharazôn et quelques-uns de ses soldats posèrent le pied sur Aman, Manwë fit appel à Ilúvatar, qui déploya sa puissance et changea la forme du monde : de plat, celui-ci devint rond. La mer engloutit la flotte des Dúnedain et le roi fut enseveli sous le sol d'Aman, dit-on, « jusqu'à l'Ultime Bataille au Jour du Jugement ». Aman et Tol Eressëa furent ôtées des Cercles du Monde et l'île de Númenor sombra sous les eaux en furie. Tous les Númenóréens ne périrent cependant pas dans le cataclysme : Elendil avait rassemblé autour de lui les derniers Fidèles à Rómenna, port de l'est de l'île, et ils purent s'enfuir vers la Terre du Milieu à bord de neuf navires : quatre pour Elendil, trois pour son fils aîné Isildur et deux pour son cadet Anárion. Sauron put lui aussi échapper à la submersion de l'île et il revint à Barad-dûr, sa forteresse du Mordor, et il ne put plus dès lors prendre une forme belle et aimable.

## Création
Au milieu des années 1930, J. R. R. Tolkien commence un projet de voyage dans le temps, La Route perdue, associé à d'autres légendes, dont l’Akallabêth. La Route perdue est assez vite abandonnée mais Tolkien développe à nouveau l'histoire de la chute de Númenor dans Les Archives du Notion Club (The Notion Club Paper), dans les années 1940.
Il crée deux traditions différentes de l'histoire, une version elfique, The Fall of Númenor et une version humaine, The Drowning of Anadûnê, publiées dans Sauron Defeated. La dernière version de l'histoire est publiée dans The Peoples of Middle-earth. Cette version a été reprise par Christopher Tolkien dans Le Silmarillion publié en 1977, en enlevant les références à Ælfwine, que Christopher considérait comme incohérentes avec les dernières conceptions de son père concernant les « Jours Anciens ».

## Critiques
L’Akallabêth a été comparé au mythe de l'Atlantide, ainsi qu'au Déluge.
On remarque, par ailleurs, que le nom quenya de l'île (Atalantë) présente une homologie évidente avec le nom Atlantide.
Les orages, tempêtes de pluie et de grêle qui frappent le pays pour faire renoncer Ar-Pharazôn à son projet, la mer qui engloutit la flotte des Dúnedain et le nom du roi Ar-Pharazôn ne sont pas sans rappeler les dix plaies d'Égypte, le passage de la mer Rouge et le pharaon de l'Exode.

## Adaptations
La submersion de Númenor a inspiré les dessinateurs, comme John Howe et Alan Lee.